# نادي راون الرياضي
نادي راون الرياضي هو ناد كرة قدم فرنسي تأسس سنة 1921، ينشُط بدوري كرة القدم الفرنسي للهواة، ملعبه هو ملعب بول-غاسيه الذي يتسع لأكثر من 4000 مشجع.

## روابط خارجية
- الموقع الرسمي